# Niphoparmena subglabricollis
Niphoparmena subglabricollis är en skalbaggsart som beskrevs av Stefan von Breuning 1967. Niphoparmena subglabricollis ingår i släktet Niphoparmena och familjen långhorningar. Inga underarter finns listade i Catalogue of Life.